# Punción
En medicina, se llama punción a la operación quirúrgica que consiste en introducir un instrumento afilado y puntiagudo (aguja hueca, bisturí, etc.) en algún órgano o cavidad del cuerpo para dar salida a un líquido normal o patológico o extraer pequeñas cantidades de tejido (biopsia) con fines diagnósticos o terapéuticos.

## Ejemplos
- Paracentesis: como la laparocentesis en la que se punza el abdomen o la toracocentesis en la que se punza el tórax, generalmente en ambas con el fin de drenar líquido seroso acumulado (ascitis e hidrotórax respectivamente).
- Punción lumbar: se realiza en la columna lumbar para extraer líquido cefalorraquídeo.
- Punción articular: se utiliza para extraer líquido sinovial de las articulaciones diartrodiales.
- Punción-biopsia: como por ejemplo de tiroides (PAAF) o de mama (biopsia core) con las que se extrae tejido del órgano en cuestión para ser estudiado por anatomía patológica.

- Datos: Q3396153